# Pontiac V8
Der Pontiac V8 Serie 302 war ein Oberklasse-PKW, der 1932 von Pontiac, einer Marke von General Motors, gefertigt wurde. Das Modell wurde von Oakland übernommen, einer Marke, die GM in diesem Jahr aufgab.
Es war mit einem seitengesteuerten V8-Motor mit 4113 cm³ Hubraum ausgestattet, der 85 bhp (62,5 kW) bei 3200 min−1 abgab. Die Motorkraft wurde über eine Einscheiben-Trockenkupplung, ein voll synchronisiertes Dreiganggetriebe mit Mittelschaltung und eine Kardanwelle an die Hinterräder weitergeleitet. Nur die Hinterräder waren mechanisch gebremst. Alle Räder hatten Drahtspeichen.
Wie das kleinere Sechszylindermodell der Serie 402 war der V8 als 2-türiges Coupé mit zwei oder vier Sitzen, als 2-türiges Cabriolet mit zwei oder vier Sitzen und als fünfsitzige Limousine mit 2 oder 4 Türen erhältlich. Die Fahrgestelle hatten um 3″ mehr Radstand als die Sechszylindermodelle, und so ergab sich die Möglichkeit, zwischen Motorhaube und Türen auf jeder Seite ein Reserverad anzubringen (die Sechszylindermodelle hatten das Reserverad am Heck montiert). Fahrzeugfront und Aussehen der Aufbauten entsprachen ansonsten dem kleineren Modell.
Im Folgejahr ersetzte das Modell Economy Eight mit Reihenmotor den V8. Im einzigen Produktionsjahr entstanden 6.281 Stück V8.